# Hős utca
Hős utca est une rue de Budapest, située dans les quartiers de Százados (8e arrondissement) et Laposdűlő (10e arrondissement).